# Diradops xenika
Diradops xenika là một loài tò vò trong họ Ichneumonidae.